# Antepipona cabrerai
Antepipona cabrerai är en stekelart som först beskrevs av Dusmet 1909.  Antepipona cabrerai ingår i släktet Antepipona och familjen Eumenidae. Inga underarter finns listade i Catalogue of Life.